# Pomaderris parrisiae
Pomaderris parrisiae är en brakvedsväxtart som beskrevs av Neville Grant Walsh. Pomaderris parrisiae ingår i släktet Pomaderris och familjen brakvedsväxter. Inga underarter finns listade i Catalogue of Life.